# خانه حاج محمود عطرفروش
منزل حاج محمود عطرفروش مربوط به دوره قاجار است و در شیراز، بازار حاجی، کوچه زنجیر خانه واقع شده و این اثر در تاریخ ۳۰ اردیبهشت ۱۳۵۴ با شمارهٔ ثبت ۱۰۶۷ به‌عنوان یکی از آثار ملی ایران به ثبت رسیده است.